# Hydrillodes subtruncata
Hydrillodes subtruncata là một loài bướm đêm trong họ Noctuidae.